# Camille Desmoulins
Camille Desmoulins (født 2. marts 1760, død 6. april 1794) var en fransk revolutionsmand.
Han blev født i Guise i Picardiet og studerede sammen med Robespierre på Collège Louis-le-Grand i Paris og blev advokat der. 
Opdraget med oldtidens republikanske idealer for øje, fattig og livslysten, urolig og let påvirkelig, som han var, kastede han sig fra første Færd ud i revolutionsrøret; under gæringen i juli 1789 efter Neckers afsked, gav han signalet til oprør ved en ilter henvendelse til folkeskaren i Palais Royals have (hvor hans statue er rejst), og han medvirkede ved Bastillens erobring. 
Taler var han ikke, men førte en udmærket pen. Hans æggende og hoverende skrift Discourse de la Lanterne aux Parisiens forherliger den lygtepæl, hvor pøbelen havde hængt ofrene for sit had. Hans tidsskrift Revolutions de France et de Brabant (november 1789 – juli 1791) kæmpede med patos og vid, men ansvarsløst og uden enhver godmodighed mod revolutionens fjender og fik en meget stor udbredelse. 
Desmoulins var skiftevis under indflydelse af Mirabeau, af Robespierre, i hvis interesse han forfattede sin virkningsfulde Fragment de l’histoire secrète de la Révolution (1793) mod girondinerne, og varigst og mest skæbnesvangert af Danton, hvis nabo og omgangsven han var. 
Sammen med ham deltog han i den radikale agitation mod kongen efter hans flugtforsøg og måtte en tid holde sig skjult sammen med Danton i oprøret 10. august 1792; han blev hans sekretær i Justitsministeriet og fulgte ham som Konventsmedlem. 
Også Dantons sidste kamp mod rædselsherredømmet gjorde Desmoulins med; i sit tidsskrift Le Vieux Cordelier (december 1793) gik han løs på de voldsomme pariserdemagoger, Hébert og hans venner, men drejede efterhånden spidsen så tydeligt mod selve Robespierres ubarmhjertighed og angiversystem, at hans bogtrykker nægtede at trykke bladet, og hans gamle studiekammerat Robespierre lod ham dele lod med Danton. 
Natten til 31. marts blev Desmoulins arresteret, fremstillet for Revolutionstribunalet sammen med bl.a. Danton og danskeren Johann Friedrich Diedrichsen), dømt til døden og henrettet 6. april 1794. Hans hustru Lucile blev guillotineret 13. samme måned, 24 år gammel. 